# Crypturellus variegatus
A Crypturellus variegatus a madarak osztályának tinamualakúak (Tinamiformes) rendjébe, ezen belül a tinamufélék (Tinamidae) családjába tartozó faj.

## Rendszerezése
A fajt Johann Friedrich Gmelin német természettudós írta le 1789-ben, a Tetrao nembe Tetrao variegatus néven.

## Előfordulása
Bolívia, Brazília, Kolumbia, Ecuador, Francia Guyana, Guyana, Peru, Suriname és Venezuela területén honos. Természetes élőhelyei a szubtrópusi és trópusi síkvidéki esőerdők. Állandó, nem vonuló faj.

## Megjelenése
Testhossza 28–31 centiméter, a hím testtömeg 310–365 gramm, a tojóé 354–423 gramm.

## Életmódja
Magvakkal, gyümölcsökkel és rovarokkal táplálkozik.

## Természetvédelmi helyzete
Az elterjedési területe rendkívül nagy, egyedszáma csökken, de még nem éri el a kritikus szintet. A Természetvédelmi Világszövetség Vörös listáján sebezhető fajként szerepel.